# Warren Ryan
Warren Redman Ryan (né le 27 octobre 1941) est un joueur et un entraineur de rugby à XIII. Il est considéré comme l'un des entraîneurs les plus influents du rugby à XIII du XXe siècle. Ryan a également joué dans la NSWRFL Premiership (championnat de rugby à XIII de Nouvelles-Galles du sud) avec les St George Dragons et les Cronulla-Sutherland Sharks.
Il est également employé comme commentateur par la radio « ABC  Radio 702 », pour couvrir le rugby à XIII. Il a également écrit des articles dans The Courier-Mail de Brisbane et dans le Newcastle Herald.
Ryan est également un athlète d’élite, qui représente l’Australie aux Jeux de l'Empire britannique et du Commonwealth de 1962 au lancer du poids, se classant septième sur 16 au champ avec un lancer de 51'8 "(15,75 m).
Ses compétences dépassent le seul rugby à XIII, puisqu'on fait également appel à ses services pour conseiller les équipes nationales de rugby à XV. En 2012, Eddie Jones prend en charge l'équipe du Japon de rugby à XV et cherche à améliorer considérablement sa défense. Pour cela, il fait appel à Max Mannix, qui a joué sous les ordres de Warren Ryan, afin de lui transmettre la méthode révolutionnaire élaborée par ce dernier au sein des Canterbury-Bankstown Bulldogs. Lors de la coupe du monde de rugby à XV de 2015 qui s'ensuit, le Japon crée le plus grand exploit de l'histoire de la compétition en battant l'Afrique du sud.